# 78453 Bullock
78453 Bullock este un asteroid din centura principală de asteroizi.

## Descriere
78453 Bullock este un asteroid din centura principală de asteroizi. A fost descoperit pe 3 septembrie 2002 la Campo Imperatore de Fabrizio Bernardi. Asteroidul prezintă o orbită caracterizată de o semiaxă mare de 3,21 ua, o excentricitate de 0,14 și o înclinație de 6,0° în raport cu ecliptica.